# Ayrton: Retratos e Memórias - O Filme
Ayrton: Retratos e Memórias - O Filme é um documentário brasileiro de 2015 de Ernesto Rodrigues, baseado na série de mesmo nome, produzida e exibida pelo Canal Brasil em 2015, que por sua vez foi inspirada no livro Ayrton: O Herói Revelado, igualmente de autoria do jornalista Ernesto Rodrigues.
A obra conta a trajetória do piloto brasileiro Ayrton Senna. Trata-se de uma produção independente, sem acesso ao arquivo familiar ou as imagens televisivas de Senna em ação.
O filme conta a história do tricampeão de Fórmula 1 através de entrevistas com auxiliares do piloto, colegas de pistas como Gerhard Berger, Niki Lauda e Rubens Barrichello e com jornalistas esportivos como Celso Itiberê, Galvão Bueno e Reginaldo Leme. Depoimentos de adoradores anônimos, como dona Leda, André e Geraldo, relembram a força do ídolo.

## Sinopse
A trajetória intimista e humanista da lenda da fórmula 1, Ayrton Senna da Silva. O longa baseia-se na vida pessoal do esportista, com base em depoimentos de pilotos, ex-pilotos, profissionais do esporte, jornalistas, amigos e parentes de Ayrton Senna.

## Exibições
Foi exibido pela primeira vez na 39ª edição da Mostra Internacional de Cinema de São Paulo em 26 de outubro de 2015. No mês de maio de 2016 foi exibido no Canal Brasil em duas ocasiões, no dia 2, com reprise no dia 8 dentro do programa "É Tudo Verdade". A série, da qual foi originado o documentário, está disponível no "Globosat Play", serviço on demand da Globosat.

## A série
A série, da qual se originou o filme, possui o seguintes episódios;
- Um Certo Da Silva
- Batismo de Fogo
- Velozes e Orgulhosos
- O Samurai e o Professor
- O Maior Duelo
- Companheiros De Classe
- Segredos Do Paddock
- Vida De Campeão
- Imola
- Legados